# 106-та окрема бригада матеріально-технічного забезпечення (РФ)
106-та окрема бригада матеріально-технічного забезпечення — формування спеціальних військ у складі 41-ї загальновійськової армії у Центральному військовому окрузі.
Умовна назва — Військова частина 72154 (в/ч 72154).
Бригада розташовується у місті Юрга Кемеровській області.

## Історія
До Юрги з Новоалтайська військова частина 72154 передислокувалася в кінці літа 2012 року.

## Опис
106-та обрмтз виконує завдання з забезпечення військ 41-ї армії:
- підвезення матеріальних засобів військовим частинам,
- заправка та ремонт військової техніки,
- відновлення і прикриття автомобільних доріг,
- продовольче забезпечення,
- банно-пральне обслуговування,
- евакуація несправної військової техніки.